# 蔵人
蔵人（くろうど、旧字体：藏人）は、日本の律令制下の令外官の一つ。天皇の秘書的役割を果たした。唐名は侍中（じちゅう）、夕郎（せきろう）、夕拝郎（せきはいろう）。蔵人所は事務を行う場所のことで、内裏校書殿の北部に置かれた。また、蔵人は百官名或いは人名の一つでもあり、この場合は「くらんど」と読む。

## 概要
大同4年（809年）、平城天皇が嵯峨天皇に譲位し、平城上皇として平城京に移り住んだ。この時、後宮の寵妃藤原薬子やその兄藤原仲成も同行したが、薬子が天皇の秘書である内侍司の長官（尚侍）であったため、平安京にいた嵯峨天皇は太政官の議政官への命令文書にあたる内侍宣を出すことができなくなり、その他の政務や宮中の事務においても支障をきたした。その上、上皇も国政に関する命令を出す権限があると考えられていたため（その権限が天皇の権限と同等であったか否かについては諸説ある）、嵯峨天皇と平城上皇・尚侍藤原薬子との対立が深刻化すると、上皇が尚侍を通じて太政官に命令を出す事態も考えられた（後にこの対立は薬子の変へとつながる）。そのため、嵯峨天皇は、新たな秘書役として大同5年（810年）に藤原冬嗣と巨勢野足を蔵人頭に、清原夏野らを蔵人に任命したのがはじまりである。平城上皇側に機密がもれないようにすることも目的であった。
蔵人所はもともと天皇家の家政機関として、書籍や御物の管理、また機密文書の取り扱いや訴訟を扱った。蔵人の「蔵」には後宮十二司の1つである蔵司の意味も含まれているとされている（蔵人所設置当時、尚侍は蔵司の長官である尚蔵の職務を代行していた）。やがて、訴訟には関与しなくなるが、侍従や少納言局や主鷹司など、他の組織の職掌を奪っていき、詔勅、上奏の伝達や、警護、事務、雑務等殿上におけるあらゆる事を取り仕切る機関となった。平安時代中期になると内豎所・御匣殿・進物所・ 大歌所・楽所・作物所・御書所・一本御書所・内御書所・画所など「所」といわれる天皇家の家政機関一切をも取り扱うようになった。
1868年6月11日（慶応4年閏4月21日）に蔵人所を廃止し、このとき政体書で設置した行政官に宮中の庶務を管掌させることになった。

## 構成
別当
蔵人所の名目上の責任者。大臣が兼任していた。定員は1名。詔勅を各省に伝達することが役目。
江戸時代には任命されなくなった。
頭（とう）
蔵人所の実際の責任者。定員は2名。たいていは非参議四位の大弁または中弁から1名が補任されて「頭弁（とうのべん）」と呼ばれ、もう1名は近衛中将から補任され「頭中将（とうのちゅうじょう）」と呼ばれた。
中世には頭のうち1名を「殿上管領」に任じて殿上人の統率をさせたが、江戸時代には任命されなくなった。
江戸時代には原則として頭弁は名家、頭中将は羽林家から任じられた（例外として大臣家出身の頭中将が2名いる）。
五位蔵人
定員は2名から3名。勅旨や上奏を伝達する役目を蔵人頭と受け持つ等、秘書的役割を果たした。弁官と衛門権佐を兼任して「三事兼帯」と呼ばれる者もいた。
江戸時代には定員は3名とされ、弁官から五位蔵人を経て頭弁に任じられる昇進経路が確立された。
六位蔵人
定員は、おおよそ4名から6名。天皇の膳の給仕等、秘書的役割を果たした。六位蔵人は式部丞・民部丞・外記・史・近衛将監・衛門尉などと同様に毎年正月の叙位で叙爵枠があり、上﨟者（在職年数の長い者）は従五位下に叙される慣例となっていた（巡爵）。また、式部丞・民部丞・外記・史・検非違使衛門尉などから叙爵した者と同様に六位蔵人から五位に叙された者は受領に任じられる資格があり、叙爵後一定の待機期間の後、受領に任じられた。そのため、六位出身者にとって六位蔵人は重要な出世コースであった。
江戸時代には定員は4名とされ、半家は五位蔵人に上れなくなり、もっぱら六位蔵人を務めた。
非蔵人
蔵人の見習い。定員は、おおよそ4名から6名。六位の中から選ばれ、昇殿を許されて雑務をこなした。六位蔵人が欠けた場合の補充要員。この職は戦国時代に至り任ぜられなくなったが、江戸時代初期、賀茂・松尾・稲荷など京都近郊の大社の子息を中心に、宮中の雑用を勤める職として再興されている。
雑色
蔵人の見習い。定員は8名。雑務をこなした。非蔵人とは異なり、昇殿は許されない。六位蔵人が欠けた場合の補充要員候補。
出納
納殿と呼ばれる書籍倉庫の管理及び蔵人所の庶務を担当した。定員は3名。
小舎人
蔵人所の雑務を担当した。定員は6名。後に12名。
所衆
御所の清掃を担当した。定員は20名。六位の侍から任じられた。
滝口
清涼殿の警護を担当した。定員は当初10名、後に30名。
鷹飼
鷹狩用の鷹の飼育と調教を担当した。定員は10名。

## 氏蔵人
氏蔵人とは、藤原氏であれば、藤蔵人と名乗り、源氏の蔵人であれば源蔵人と名乗る者である。六位蔵人において、極臈、差次の下、新蔵人の上の席次に当たる。

## 備考
- 親王家や摂関家にも宮中と同様に蔵人所が置かれていたことが知られている。侍所とともに家政機関を統制し、主従関係を統括していた。摂関家では藤原師実以後、摂関就任時に侍所を蔵人所に改称し、一両年を経た後で侍所と蔵人所を分離するのが慣例であった[6]。
- 江戸時代には院・女院・儲君である親王（事実上の皇太子）の御所にも蔵人が任じられていたが、いずれも六位蔵人が充てられていた[4]。

## 関連書籍
- 渡辺直彦「嵯峨院司の研究…附・蔵人所成立の前提」　日本歴史　210号　1965年11月発行
- 亀田隆之「成立期の蔵人に関する一考察」　日本歴史　263号　1970年4月発行
- 渡辺直彦「蔵人所別当について」　日本歴史　265号　1970年6月発行
- 渡辺直彦「蔵人所式　管見」　日本歴史　300号　1973年5月発行
- 河村政久「平安期女蔵人考」　風俗　15巻1号　1976年12月発行
- 中原俊章「蔵人方に関する一考察」　ヒストリア　180号　2002年発行
- 廣庭基介「江戸時代非蔵人の考察」　花園史学　23号　2002年11月発行